# Christoffer Wiktorsson
Christoffer Wiktorsson (sinh ngày 22 tháng 3 năm 1989) là một cầu thủ bóng đá người Thụy Điển thi đấu cho Degerfors IF ở vị trí hậu vệ.